# Abelsches Integral
Das abelsche Integral ist ein Integral mit einem Integranden, der eine bestimmte Form aufweist. Benannt sind diese Integralausdrücke nach dem Mathematiker Niels Henrik Abel; sie werden besonders in der Funktionentheorie oder in der algebraischen Geometrie untersucht.

## Definition
Sei {\displaystyle R} eine rationale Funktion in zwei Variablen. Dann ist das abelsche Integral ein Integralausdruck der Form
{\displaystyle \int _{a}^{b}R(z,w(z))\,\mathrm {d} z,}
wobei {\displaystyle w} eine algebraische Funktion von {\displaystyle z} ist. Der Wert des Integrals hängt im Allgemeinen von der Wahl der Kurve ab, welche {\displaystyle a} mit {\displaystyle b} verbindet.
In der algebraischen oder komplexen Geometrie verallgemeinert man diese Integralausdrücke mit Hilfe rationaler Differentialformen auf kompakte riemannsche Flächen. Man spricht von einem abelschen Integral erster Art, wenn die Differentialform holomorph ist, von zweiter Art, wenn alle Polstellen von der Ordnung größer oder gleich zwei sind, und von der dritten Art sonst.
Diese Integrale sind eine Verallgemeinerung der aus der Funktionentheorie bekannten elliptischen Integrale. Diese erhält man für den Spezialfall {\displaystyle \textstyle w(z)={\sqrt {P(z)}}} mit {\displaystyle P(z)} einem Polynom dritten oder vierten Grad ohne mehrfache Nullstellen.